# Cantharis nigra
Tjärflugbagge, Cantharis nigra är en skalbaggsart som beskrevs av De Geer 1774. Tjärflugbaggen ingår i släktet Cantharis, och familjen flugbaggar. Trots dess namn så är inte alla individer helt svarta, individer i mer eller mindre orange färgteckning är relativt vanligt. Som regel har den dock svart bakhuvud, täckvingar och antenner som mörknar mot spetsen. Arten är reproducerande i Sverige och finns framförallt i södra och mellersta Sverige.